# Милерсвил (Тенеси)
Милерсвил (енгл. Millersville) град је у америчкој савезној држави Тенеси.

## Демографија
По попису из 2010. године број становника је 6.440, што је 1.132 (21,3%) становника више него 2000. године.
| Група             | 2000.         | 2010.         |
| Белци             | 4.946 (93,2%) | 5.678 (88,2%) |
| Афроамериканци    | 187 (3,5%)    | 259 (4,0%)    |
| Азијати           | 34 (0,6%)     | 49 (0,8%)     |
| Хиспаноамериканци | 80 (1,5%)     | 321 (5,0%)    |
| Укупно            | 5.308         | 6.440         |